# ヨーロッパフィギュアスケート選手権
ヨーロッパフィギュアスケート選手権（European Figure Skating Championships）は、ヨーロッパ州の選手が出場するフィギュアスケートの国際選手権である。

## 概要
国際スケート連盟加盟のヨーロッパ各国スケート協会に所属する選手で争われる選手権大会であり、この選手権に対応するヨーロッパ以外の他州の選手権は、アジアなど世界各州の選手権ではなく四大陸フィギュアスケート選手権である。
ヨーロッパ選手権は世界フィギュアスケート選手権やオリンピック以上に古い歴史と伝統を持つ大会である。「歴史に名を刻むには欠かすことの出来ないタイトル」といわれ、ヨーロッパの強豪選手達は挙って出場を目指し王座を争う。ロシアやフランスなどの強豪国では仮に国内の選考大会でオリンピックや世界選手権代表の内定を得ていた者であっても、ヨーロッパ選手権で思うような演技ができなかった場合は内定を取り消すこともあるなど、非常に意識される大会である。
ヨーロッパ選手権および四大陸選手権は、世界選手権および冬季オリンピックに次ぐ格の大会とされ、大会の格付けは国際スケート連盟の定めるランキング算出用ポイントなどに反映されている。

## 各国の大会出場枠について
各国の出場枠は前年のヨーロッパフィギュアスケート選手権での順位ポイントによって決定され、ポイントは以下のように定められている。
- オリジナルダンスに進出できなかったアイスダンスチームは、20ポイントで計算する。
- フリースケーティングまたはフリーダンスに進出できなかった者は、18ポイントで計算する。
- フリースケーティングまたはフリーダンスに進出し16位以下の順位の者は、16ポイントで計算する。
- フリースケーティングまたはフリーダンスに進出し15位以上の順位の者は、順位がそのままポイントになる。

このポイントを基に、各国のその年の出場枠の数により、以下に示す基準で次の年の出場枠を決定する。なお、出場枠は最大3人（3組）までに限られており、前年のヨーロッパフィギュアスケート選手権に参加しなかった場合でも各国最低1人（1組）の出場枠は確保されている。
| 出場人数（組） | 3枠になる条件                                       | 2枠になる条件                                       |
| -------------- | --------------------------------------------------- | --------------------------------------------------- |
| 1              | 2ポイント（2位）以下                                | 10ポイント（10位）以下                              |
| 2              | 合計が13ポイント以下                                | 合計が28ポイント以下                                |
| 3              | 成績上位の2人（組）に対して 2枠の時の計算方法を適用 | 成績上位の2人（組）に対して 2枠の時の計算方法を適用 |

### 2024年ヨーロッパフィギュアスケート選手権の出場枠
2023年の結果により2024年に行われるヨーロッパフィギュアスケート選手権で複数の出場枠が与えられる国は以下の通り。
| 出場枠 | 男子シングル                                               | 女子シングル                                                                     | ペア                                                     | アイスダンス                                                          |
| ------ | ---------------------------------------------------------- | -------------------------------------------------------------------------------- | -------------------------------------------------------- | --------------------------------------------------------------------- |
| 3      | フランス イタリア                                          | ベルギー ジョージア                                                              | ドイツ イタリア                                          | フランス イタリア イギリス                                            |
| 2      | エストニア · ジョージア · ラトビア · スイス · スウェーデン | エストニア · フィンランド · ドイツ · イタリア · ポルトガル · ルーマニア · スイス | フランス · イギリス · ハンガリー · オランダ · ウクライナ | チェコ · フィンランド · ジョージア · ドイツ · ハンガリー · リトアニア |

## 競技結果

### 男子シングル
| 年                                       | 開催地                           | 金                                     | 銀                                     | 銅                                     |
| ---------------------------------------- | -------------------------------- | -------------------------------------- | -------------------------------------- | -------------------------------------- |
| 1891                                     | ハンブルク                       | オスカー・ウーリク                     | アノン・シュミットソン                 | フランツ・ツィリー                     |
| 1892                                     | ウィーン                         | エドゥアルト・エンゲルマン             | フェルトファーリ・ティボル             | ゲオルク・ツァッハリアデス             |
| 1893                                     | ベルリン                         | エドゥアルト・エンゲルマン             | ヘニング・グレナンダー                 | ゲオルク・ツァッハリアデス             |
| 1894                                     | ウィーン                         | エドゥアルト・エンゲルマン             | グスタフ・ヒューゲル                   | フェルトファーリ・ティボル             |
| 1895                                     | ブダペスト                       | フェルトファーリ・ティボル             | グスタフ・ヒューゲル                   | ギルベルト・フックス                   |
| 1896年-1897年 非開催                     |                                  |                                        |                                        |                                        |
| 1898                                     | トロンハイム                     | ウルリッヒ・サルコウ                   | ヨハン・レフスター                     | オスカル・ホルテ                       |
| 1899                                     | ダボス                           | ウルリッヒ・サルコウ                   | グスタフ・ヒューゲル                   | エルンスト・フェルナー                 |
| 1900                                     | ベルリン                         | ウルリッヒ・サルコウ                   | グスタフ・ヒューゲル                   | オスカル・ホルテ                       |
| 1901                                     | ウィーン                         | グスタフ・ヒューゲル                   | ギルベルト・フックス                   | ウルリッヒ・サルコウ                   |
| 1902年-1903年 非開催                     |                                  |                                        |                                        |                                        |
| 1904                                     | ダボス                           | ウルリッヒ・サルコウ                   | マックス・ボハチュ                     | ニコライ・パニン                       |
| 1905                                     | ボン                             | マックス・ボハチュ                     | ハインリヒ・ブルガー                   | カール・ツェンガー                     |
| 1906                                     | ダボス                           | ウルリッヒ・サルコウ                   | エルンスト・ヘルツ                     | ペル・トーレン                         |
| 1907                                     | ベルリン                         | ウルリッヒ・サルコウ                   | ギルベルト・フックス                   | エルンスト・ヘルツ                     |
| 1908                                     | ワルシャワ                       | エルンスト・ヘルツ                     | ニコライ・パニン                       | ヘンリク・プジェドジュミルスキー       |
| 1909                                     | ブダペスト                       | ウルリッヒ・サルコウ                   | ギルベルト・フックス                   | ペル・トーレン                         |
| 1910                                     | ベルリン                         | ウルリッヒ・サルコウ                   | ヴェルナー・リットベルガー             | ペル・トーレン                         |
| 1911                                     | サンクトペテルブルク             | ペル・トーレン                         | カール・オロフ                         | ヴェルナー・リットベルガー             |
| 1912                                     | ストックホルム                   | イエスタ・サンダール                   | イワン・マリニン                       | マルティン・スティクスルート           |
| 1913                                     | オスロ                           | ウルリッヒ・サルコウ                   | センデ・アンドル                       | ウィリー・ベックル                     |
| 1914                                     | ウィーン                         | フリッツ・カチラー                     | アンドレアス・クログ                   | ウィリー・ベックル                     |
| 1915年-1921年 第一次世界大戦の影響で中止 |                                  |                                        |                                        |                                        |
| 1922                                     | ダボス                           | ウィリー・ベックル                     | フリッツ・カチラー                     | エルンスト・オッパッハー               |
| 1923                                     | オスロ                           | ウィリー・ベックル                     | マルティン・スティクスルート           | クンナル・ヤコプション                 |
| 1924                                     | ダボス                           | フリッツ・カチラー                     | ルードビヒ・ブレーデ                   | ヴェルナー・リットベルガー             |
| 1925                                     | シュヴァルツヴァルト             | ウィリー・ベックル                     | ヴェルナー・リットベルガー             | オットー・プライスゼッカー             |
| 1926                                     | ダボス                           | ウィリー・ベックル                     | オットー・プライスゼッカー             | ジョルジュ・ゴーチ                     |
| 1927                                     | ウィーン                         | ウィリー・ベックル                     | フーゴー・ディストラー                 | カール・シェーファー                   |
| 1928                                     | オパヴァ                         | ウィリー・ベックル                     | カール・シェーファー                   | オットー・プライスゼッカー             |
| 1929                                     | ダボス                           | カール・シェーファー                   | ジョルジュ・ゴーチ                     | ルードビヒ・ブレーデ                   |
| 1930                                     | ウィーン                         | カール・シェーファー                   | オットー・ゴルト                       | マルクス・ニッカネン                   |
| 1931                                     | サンモリッツ                     | カール・シェーファー                   | エルンスト・バイアー                   | フーゴー・ディストラー                 |
| 1932                                     | パリ                             | カール・シェーファー                   | エルンスト・バイアー                   | エーリヒ・エルデス                     |
| 1933                                     | ロンドン                         | カール・シェーファー                   | エルンスト・バイアー                   | エーリヒ・エルデス                     |
| 1934                                     | プラハ                           | カール・シェーファー                   | パタキ・デーネシュ                     | テルターク・エレメール                 |
| 1935                                     | サンモリッツ                     | カール・シェーファー                   | フェリックス・カスパー                 | エルンスト・バイアー                   |
| 1936                                     | ベルリン                         | カール・シェーファー                   | グラハム・シャープ                     | エルンスト・バイアー                   |
| 1937                                     | プラハ                           | フェリックス・カスパー                 | グラハム・シャープ                     | テルターク・エレメール                 |
| 1938                                     | サンモリッツ                     | フェリックス・カスパー                 | グラハム・シャープ                     | ヘルベルト・アルヴァルト               |
| 1939                                     | ロンドン                         | グラハム・シャープ                     | フレデリック・トムリンズ               | ホルスト・ファーバー                   |
| 1940年-1946年 第二次世界大戦の影響で中止 |                                  |                                        |                                        |                                        |
| 1947                                     | ダボス                           | ハンス・ゲルシュビラー                 | ウラジスラフ・チャープ                 | フェルナント・レーマンス               |
| 1948                                     | プラハ                           | ディック・バトン                       | ハンス・ゲルシュビラー                 | エディ・ラダ                           |
| 1949                                     | ミラノ                           | エディ・ラダ                           | キラーイ・エデ                         | ヘルムート・ザイブト                   |
| 1950                                     | オスロ                           | キラーイ・エデ                         | ヘルムート・ザイブト                   | カルロ・ファッシ                       |
| 1951                                     | チューリッヒ                     | ヘルムート・ザイブト                   | ホルスト・ファーバー                   | カルロ・ファッシ                       |
| 1952                                     | ウィーン                         | ヘルムート・ザイブト                   | カルロ・ファッシ                       | マイケル・カリントン                   |
| 1953                                     | ドルトムント                     | カルロ・ファッシ                       | アラン・ジレッティ                     | フライムート・シュタイン               |
| 1954                                     | ボルツァーノ                     | カルロ・ファッシ                       | アラン・ジレッティ                     | カロル・ディビン                       |
| 1955                                     | ブダペスト                       | アラン・ジレッティ                     | マイケル・ブッカー                     | カロル・ディビン                       |
| 1956                                     | パリ                             | アラン・ジレッティ                     | マイケル・ブッカー                     | カロル・ディビン                       |
| 1957                                     | ウィーン                         | アラン・ジレッティ                     | カロル・ディビン                       | マイケル・ブッカー                     |
| 1958                                     | ブラチスラヴァ                   | カロル・ディビン                       | アラン・ジレッティ                     | アラン・カルマ                         |
| 1959                                     | ダボス                           | カロル・ディビン                       | アラン・ジレッティ                     | ノルベルト・フェルジンガー             |
| 1960                                     | ガルミッシュ＝パルテンキルヒェン | アラン・ジレッティ                     | ノルベルト・フェルジンガー             | マンフレート・シュネルドルファー       |
| 1961                                     | ベルリン                         | アラン・ジレッティ                     | アラン・カルマ                         | マンフレート・シュネルドルファー       |
| 1962                                     | ジュネーヴ                       | アラン・カルマ                         | カロル・ディビン                       | マンフレート・シュネルドルファー       |
| 1963                                     | ブダペスト                       | アラン・カルマ                         | マンフレート・シュネルドルファー       | エメリッヒ・ダンツァー                 |
| 1964                                     | グルノーブル                     | アラン・カルマ                         | マンフレート・シュネルドルファー       | カロル・ディビン                       |
| 1965                                     | モスクワ                         | エメリッヒ・ダンツァー                 | アラン・カルマ                         | ペーター・ヨナス                       |
| 1966                                     | ブラチスラヴァ                   | エメリッヒ・ダンツァー                 | ヴォルフガング・シュヴァルツ           | オンドレイ・ネペラ                     |
| 1967                                     | リュブリャナ                     | エメリッヒ・ダンツァー                 | ヴォルフガング・シュヴァルツ           | オンドレイ・ネペラ                     |
| 1968                                     | ヴェステロース                   | エメリッヒ・ダンツァー                 | ヴォルフガング・シュヴァルツ           | オンドレイ・ネペラ                     |
| 1969                                     | ガルミッシュ＝パルテンキルヒェン | オンドレイ・ネペラ                     | パトリック・ペラ                       | セルゲイ・チェトベルヒン               |
| 1970                                     | レニングラード                   | オンドレイ・ネペラ                     | パトリック・ペラ                       | ギュンター・ツェラー                   |
| 1971                                     | チューリッヒ                     | オンドレイ・ネペラ                     | セルゲイ・チェトベルヒン               | ヘイグ・アウンジャン                   |
| 1972                                     | イエテボリ                       | オンドレイ・ネペラ                     | セルゲイ・チェトベルヒン               | パトリック・ペラ                       |
| 1973                                     | ケルン                           | オンドレイ・ネペラ                     | セルゲイ・チェトベルヒン               | ヤン・ホフマン                         |
| 1974                                     | ザグレブ                         | ヤン・ホフマン                         | セルゲイ・ボルコフ                     | ジョン・カリー                         |
| 1975                                     | コペンハーゲン                   | ウラジミール・コバリョフ               | ジョン・カリー                         | ユーリイ・オフチンニコフ               |
| 1976                                     | ジュネーヴ                       | ジョン・カリー                         | ウラジミール・コバリョフ               | ヤン・ホフマン                         |
| 1977                                     | ヘルシンキ                       | ヤン・ホフマン                         | ウラジミール・コバリョフ               | ロビン・カズンズ                       |
| 1978                                     | ストラスブール                   | ヤン・ホフマン                         | ウラジミール・コバリョフ               | ロビン・カズンズ                       |
| 1979                                     | ザグレブ                         | ヤン・ホフマン                         | ウラジミール・コバリョフ               | ロビン・カズンズ                       |
| 1980                                     | イエテボリ                       | ロビン・カズンズ                       | ヤン・ホフマン                         | ウラジミール・コバリョフ               |
| 1981                                     | インスブルック                   | イゴール・ボブリン                     | ジャン＝クリストフ・シモン             | ノルベルト・シュラム                   |
| 1982                                     | リヨン                           | ノルベルト・シュラム                   | ジャン＝クリストフ・シモン             | イゴール・ボブリン                     |
| 1983                                     | ドルトムント                     | ノルベルト・シュラム                   | ヨゼフ・サボフチク                     | アレクサンドル・ファデーエフ           |
| 1984                                     | ブダペスト                       | アレクサンドル・ファデーエフ           | ルディ・ツェルネ                       | ノルベルト・シュラム                   |
| 1985                                     | イエテボリ                       | ヨゼフ・サボフチク                     | ウラジミール・コーチン                 | グジェゴシュ・フィリポフスキ           |
| 1986                                     | コペンハーゲン                   | ヨゼフ・サボフチク                     | ウラジミール・コーチン                 | アレクサンドル・ファデーエフ           |
| 1987                                     | サラエヴォ                       | アレクサンドル・ファデーエフ           | ウラジミール・コーチン                 | ヴィクトール・ペトレンコ               |
| 1988                                     | プラハ                           | アレクサンドル・ファデーエフ           | ウラジミール・コーチン                 | ヴィクトール・ペトレンコ               |
| 1989                                     | バーミンガム                     | アレクサンドル・ファデーエフ           | グジェゴシュ・フィリポフスキ           | ペトル・バルナ                         |
| 1990                                     | レニングラード                   | ヴィクトール・ペトレンコ               | ペトル・バルナ                         | ヴィアチェスラフ・ザゴロドニュク       |
| 1991                                     | ソフィア                         | ヴィクトール・ペトレンコ               | ペトル・バルナ                         | ヴィアチェスラフ・ザゴロドニュク       |
| 1992                                     | ローザンヌ                       | ペトル・バルナ                         | ヴィクトール・ペトレンコ               | アレクセイ・ウルマノフ                 |
| 1993                                     | ヘルシンキ                       | ドミトリー・ドミトレンコ               | フィリップ・キャンデロロ               | エリック・ミロー                       |
| 1994                                     | コペンハーゲン                   | ヴィクトール・ペトレンコ               | ヴィアチェスラフ・ザゴロドニュク       | アレクセイ・ウルマノフ                 |
| 1995                                     | ドルトムント                     | イリヤ・クーリック                     | アレクセイ・ウルマノフ                 | ヴィアチェスラフ・ザゴロドニュク       |
| 1996                                     | ソフィア                         | ヴィアチェスラフ・ザゴロドニュク       | イゴール・パシケビッチ                 | イリヤ・クーリック                     |
| 1997                                     | パリ                             | アレクセイ・ウルマノフ                 | フィリップ・キャンデロロ               | ヴィアチェスラフ・ザゴロドニュク       |
| 1998                                     | ミラノ                           | アレクセイ・ヤグディン                 | エフゲニー・プルシェンコ               | アレクサンドル・アブト                 |
| 1999                                     | プラハ                           | アレクセイ・ヤグディン                 | エフゲニー・プルシェンコ               | アレクセイ・ウルマノフ                 |
| 2000                                     | ウィーン                         | エフゲニー・プルシェンコ               | アレクセイ・ヤグディン                 | ドミトリー・ドミトレンコ               |
| 2001                                     | ブラチスラヴァ                   | エフゲニー・プルシェンコ               | アレクセイ・ヤグディン                 | スタニック・ジャネット                 |
| 2002                                     | ローザンヌ                       | アレクセイ・ヤグディン                 | アレクサンドル・アブト                 | ブライアン・ジュベール                 |
| 2003                                     | マルメ                           | エフゲニー・プルシェンコ               | ブライアン・ジュベール                 | スタニック・ジャネット                 |
| 2004                                     | ブダペスト                       | ブライアン・ジュベール                 | エフゲニー・プルシェンコ               | イリヤ・クリムキン                     |
| 2005                                     | トリノ                           | エフゲニー・プルシェンコ               | ブライアン・ジュベール                 | シュテファン・リンデマン               |
| 2006                                     | リヨン                           | エフゲニー・プルシェンコ               | ステファン・ランビエール               | ブライアン・ジュベール                 |
| 2007                                     | ワルシャワ                       | ブライアン・ジュベール                 | トマシュ・ベルネル                     | ケビン・ヴァン・デル・ペレン           |
| 2008                                     | ザグレブ                         | トマシュ・ベルネル                     | ステファン・ランビエール               | ブライアン・ジュベール                 |
| 2009                                     | ヘルシンキ                       | ブライアン・ジュベール                 | サミュエル・コンテスティ               | ケビン・ヴァン・デル・ペレン           |
| 2010                                     | タリン                           | エフゲニー・プルシェンコ               | ステファン・ランビエール               | ブライアン・ジュベール                 |
| 2011                                     | ベルン                           | フローラン・アモディオ                 | ブライアン・ジュベール                 | トマシュ・ベルネル                     |
| 2012                                     | シェフィールド                   | エフゲニー・プルシェンコ               | アルトゥール・ガチンスキー             | フローラン・アモディオ                 |
| 2013                                     | ザグレブ                         | ハビエル・フェルナンデス               | フローラン・アモディオ                 | ミハル・ブジェジナ                     |
| 2014                                     | ブダペスト                       | ハビエル・フェルナンデス               | セルゲイ・ボロノフ                     | コンスタンチン・メンショフ             |
| 2015                                     | ストックホルム                   | ハビエル・フェルナンデス               | マキシム・コフトゥン                   | セルゲイ・ボロノフ                     |
| 2016                                     | ブラチスラヴァ                   | ハビエル・フェルナンデス               | オレクシイ・ビチェンコ                 | マキシム・コフトゥン                   |
| 2017                                     | オストラヴァ                     | ハビエル・フェルナンデス               | マキシム・コフトゥン                   | ミハイル・コリヤダ                     |
| 2018                                     | モスクワ                         | ハビエル・フェルナンデス               | ドミトリー・アリエフ                   | ミハイル・コリヤダ                     |
| 2019                                     | ミンスク                         | ハビエル・フェルナンデス               | アレクサンドル・サマリン               | マッテオ・リッツォ                     |
| 2020                                     | グラーツ                         | ドミトリー・アリエフ                   | アルトゥール・ダニエリヤン             | モリス・クヴィテラシヴィリ             |
| 2021                                     | ザグレブ                         | 新型コロナウイルスの感染拡大により中止 | 新型コロナウイルスの感染拡大により中止 | 新型コロナウイルスの感染拡大により中止 |
| 2022                                     | タリン                           | マルク・コンドラチュク                 | ダニエル・グラスル                     | デニス・ヴァシリエフス                 |
| 2023                                     | エスポー                         | アダム・シャオ・イム・ファ             | マッテオ・リッツォ                     | ルーカス・ブリッチギー                 |
| 2024                                     | カウナス                         | アダム・シャオ・イム・ファ             | アレキサンドル・セレフコ               | マッテオ・リッツォ                     |
| 2025                                     | タリン                           | ルーカス・ブリッチギー                 | ニコライ・メモラ                       | アダム・シャオ・イム・ファ             |
| 2026                                     | シェフィールド                   |                                        |                                        |                                        |
| 2027                                     | ローザンヌ                       |                                        |                                        |                                        |

### 女子シングル
| 年                                   | 開催地                           | 金                                       | 銀                                     | 銅                                       |
| ------------------------------------ | -------------------------------- | ---------------------------------------- | -------------------------------------- | ---------------------------------------- |
| 1930                                 | ウィーン                         | フリーツィ・ブルガー                     | イルゼ・ホルヌンク                     | ビビ＝アンネ・フルテン                   |
| 1931                                 | サンモリッツ                     | ソニア・ヘニー                           | フリーツィ・ブルガー                   | ヒルデ・ホロフスキー                     |
| 1932                                 | パリ                             | ソニア・ヘニー                           | フリーツィ・ブルガー                   | ビビ＝アンネ・フルテン                   |
| 1933                                 | ロンドン                         | ソニア・ヘニー                           | セシリア・カレッジ                     | フリーツィ・ブルガー                     |
| 1934                                 | プラハ                           | ソニア・ヘニー                           | リゼロッテ・ランドベック               | マリベル・ビンソン                       |
| 1935                                 | サンモリッツ                     | ソニア・ヘニー                           | リゼロッテ・ランドベック               | セシリア・カレッジ                       |
| 1936                                 | ベルリン                         | ソニア・ヘニー                           | セシリア・カレッジ                     | メーガン・テイラー                       |
| 1937                                 | プラハ                           | セシリア・カレッジ                       | メーガン・テイラー                     | エミー・プツィンガー                     |
| 1938                                 | サンモリッツ                     | セシリア・カレッジ                       | メーガン・テイラー                     | エミー・プツィンガー                     |
| 1939                                 | ロンドン                         | セシリア・カレッジ                       | メーガン・テイラー                     | ダフネ・ウォーカー                       |
| 1940-1946 第二次世界大戦の影響で中止 |                                  |                                          |                                        |                                          |
| 1947                                 | ダボス                           | バーバラ・アン・スコット                 | グレッチェン・メリル                   | ダフネ・ウォーカー                       |
| 1948                                 | プラハ                           | バーバラ・アン・スコット                 | エバ・パブリック                       | アリーナ・フルザーノワ                   |
| 1949                                 | ミラノ                           | エバ・パブリック                         | アリーナ・フルザーノワ                 | ジャネット・アルウェッグ                 |
| 1950                                 | オスロ                           | アリーナ・フルザーノワ                   | ジャクリーヌ・デュ・ビエフ             | ジャネット・アルウェッグ                 |
| 1951                                 | チューリッヒ                     | ジャネット・アルウェッグ                 | ジャクリーヌ・デュ・ビエフ             | バーバラ・ワイアット                     |
| 1952                                 | ウィーン                         | ジャネット・アルウェッグ                 | ジャクリーヌ・デュ・ビエフ             | バーバラ・ワイアット                     |
| 1953                                 | ドルトムント                     | ヴァルダ・オズボーン                     | ガンディ・ブッシュ                     | エリカ・バチェラー                       |
| 1954                                 | ボルツァーノ                     | ガンディ・ブッシュ                       | エリカ・バチェラー                     | イボンヌ・サグデン                       |
| 1955                                 | ブダペスト                       | ハンナ・アイゲル                         | イボンヌ・サグデン                     | エリカ・バチェラー                       |
| 1956                                 | パリ                             | イングリート・ヴェンドル                 | イボンヌ・サグデン                     | エリカ・バチェラー                       |
| 1957                                 | ウィーン                         | ハンナ・アイゲル                         | イングリート・ヴェンドル               | ハンナ・ヴァルター                       |
| 1958                                 | ブラチスラヴァ                   | イングリート・ヴェンドル                 | ハンナ・ヴァルター                     | ヨアン・ハーンアッペル                   |
| 1959                                 | ダボス                           | ハンナ・ヴァルター                       | ショーケ・ディクストラ                 | ヨアン・ハーンアッペル                   |
| 1960                                 | ガルミッシュ＝パルテンキルヒェン | ショーケ・ディクストラ                   | レギーネ・ハイツァー                   | ヨアン・ハーンアッペル                   |
| 1961                                 | ベルリン                         | ショーケ・ディクストラ                   | レギーネ・ハイツァー                   | ヤナ・ムラースコヴァー                   |
| 1962                                 | ジュネーヴ                       | ショーケ・ディクストラ                   | レギーネ・ハイツァー                   | カリン・フローナー                       |
| 1963                                 | ブダペスト                       | ショーケ・ディクストラ                   | ニコル・アスレ                         | レギーネ・ハイツァー                     |
| 1964                                 | グルノーブル                     | ショーケ・ディクストラ                   | レギーネ・ハイツァー                   | ニコル・アスレ                           |
| 1965                                 | モスクワ                         | レギーネ・ハイツァー                     | サリー＝アン・ステープルフォード       | ニコル・アスレ                           |
| 1966                                 | ブラチスラヴァ                   | レギーネ・ハイツァー                     | ガブリエル・ザイフェルト               | ニコル・アスレ                           |
| 1967                                 | リュブリャナ                     | ガブリエル・ザイフェルト                 | ハナ・マシュコヴァー                   | アルマーシ・ジュジャ                     |
| 1968                                 | ヴェステロース                   | ハナ・マシュコヴァー                     | ガブリエル・ザイフェルト               | ベアトリクス・シューバ                   |
| 1969                                 | ガルミッシュ＝パルテンキルヒェン | ガブリエル・ザイフェルト                 | ハナ・マシュコヴァー                   | ベアトリクス・シューバ                   |
| 1970                                 | レニングラード                   | ガブリエル・ザイフェルト                 | ベアトリクス・シューバ                 | アルマーシ・ジュジャ                     |
| 1971                                 | チューリッヒ                     | ベアトリクス・シューバ                   | アルマーシ・ジュジャ                   | リタ・トラパネーゼ                       |
| 1972                                 | イエテボリ                       | ベアトリクス・シューバ                   | リタ・トラパネーゼ                     | ソニア・モルゲンシュテルン               |
| 1973                                 | ケルン                           | クリスティーネ・エラート                 | ジーン・スコット                       | カリン・アイテン                         |
| 1974                                 | ザグレブ                         | クリスティーネ・エラート                 | ディアンネ・デ・レーブ                 | リャナ・ドラホヴァー                     |
| 1975                                 | コペンハーゲン                   | クリスティーネ・エラート                 | ディアンネ・デ・レーブ                 | アネット・ペッチ                         |
| 1976                                 | ジュネーヴ                       | ディアンネ・デ・レーブ                   | アネット・ペッチ                       | クリスティーネ・エラート                 |
| 1977                                 | ヘルシンキ                       | アネット・ペッチ                         | ダグマル・ルルツ                       | スザンナ・ドリアーノ                     |
| 1978                                 | ストラスブール                   | アネット・ペッチ                         | ダグマル・ルルツ                       | エレーナ・ボドレゾワ                     |
| 1979                                 | ザグレブ                         | アネット・ペッチ                         | ダグマル・ルルツ                       | デニス・ビールマン                       |
| 1980                                 | イエテボリ                       | アネット・ペッチ                         | ダグマル・ルルツ                       | スザンナ・ドリアーノ                     |
| 1981                                 | インスブルック                   | デニス・ビールマン                       | サンダ・ドゥブラヴチッチ               | クラウディア・クリストフィクス＝ビンダー |
| 1982                                 | リヨン                           | クラウディア・クリストフィクス＝ビンダー | カタリナ・ヴィット                     | エレーナ・ボドレゾワ                     |
| 1983                                 | ドルトムント                     | カタリナ・ヴィット                       | エレーナ・ボドレゾワ                   | クラウディア・ライストナー               |
| 1984                                 | ブダペスト                       | カタリナ・ヴィット                       | マヌエラ・ルーベン                     | アンナ・コンドラショワ                   |
| 1985                                 | イエテボリ                       | カタリナ・ヴィット                       | キラ・イワノワ                         | クラウディア・ライストナー               |
| 1986                                 | コペンハーゲン                   | カタリナ・ヴィット                       | キラ・イワノワ                         | アンナ・コンドラショワ                   |
| 1987                                 | サラエヴォ                       | カタリナ・ヴィット                       | キラ・イワノワ                         | アンナ・コンドラショワ                   |
| 1988                                 | プラハ                           | カタリナ・ヴィット                       | キラ・イワノワ                         | アンナ・コンドラショワ                   |
| 1989                                 | バーミンガム                     | クラウディア・ライストナー               | ナタリア・レベデワ                     | パトリシア・ネスケ                       |
| 1990                                 | レニングラード                   | エヴェリン・グロスマン                   | ナタリア・レベデワ                     | マリナ・キールマン                       |
| 1991                                 | ソフィア                         | スルヤ・ボナリー                         | エヴェリン・グロスマン                 | マリナ・キールマン                       |
| 1992                                 | ローザンヌ                       | スルヤ・ボナリー                         | マリナ・キールマン                     | パトリシア・ネスケ                       |
| 1993                                 | ヘルシンキ                       | スルヤ・ボナリー                         | オクサナ・バイウル                     | マリナ・キールマン                       |
| 1994                                 | コペンハーゲン                   | スルヤ・ボナリー                         | オクサナ・バイウル                     | オルガ・マルコワ                         |
| 1995                                 | ドルトムント                     | スルヤ・ボナリー                         | オルガ・マルコワ                       | エレーナ・リアシェンコ                   |
| 1996                                 | ソフィア                         | イリーナ・スルツカヤ                     | スルヤ・ボナリー                       | マリア・ブッテルスカヤ                   |
| 1997                                 | パリ                             | イリーナ・スルツカヤ                     | クリスティーナ・チャコ                 | ユリア・ラフレンチュク                   |
| 1998                                 | ミラノ                           | マリア・ブッテルスカヤ                   | イリーナ・スルツカヤ                   | タニヤ・シェフチェンコ                   |
| 1999                                 | プラハ                           | マリア・ブッテルスカヤ                   | ユリア・ソルダトワ                     | ビクトリア・ボルチコワ                   |
| 2000                                 | ウィーン                         | イリーナ・スルツカヤ                     | マリア・ブッテルスカヤ                 | ビクトリア・ボルチコワ                   |
| 2001                                 | ブラチスラヴァ                   | イリーナ・スルツカヤ                     | マリア・ブッテルスカヤ                 | ビクトリア・ボルチコワ                   |
| 2002                                 | ローザンヌ                       | マリア・ブッテルスカヤ                   | イリーナ・スルツカヤ                   | ビクトリア・ボルチコワ                   |
| 2003                                 | マルメ                           | イリーナ・スルツカヤ                     | エレーナ・ソコロワ                     | シェベシュチェーン・ユーリア             |
| 2004                                 | ブダペスト                       | シェベシュチェーン・ユーリア             | エレーナ・リアシェンコ                 | エレーナ・ソコロワ                       |
| 2005                                 | トリノ                           | イリーナ・スルツカヤ                     | スザンナ・ポイキオ                     | エレーナ・リアシェンコ                   |
| 2006                                 | リヨン                           | イリーナ・スルツカヤ                     | エレーナ・ソコロワ                     | カロリーナ・コストナー                   |
| 2007                                 | ワルシャワ                       | カロリーナ・コストナー                   | サラ・マイアー                         | キーラ・コルピ                           |
| 2008                                 | ザグレブ                         | カロリーナ・コストナー                   | サラ・マイアー                         | ラウラ・レピスト                         |
| 2009                                 | ヘルシンキ                       | ラウラ・レピスト                         | カロリーナ・コストナー                 | スザンナ・ポイキオ                       |
| 2010                                 | タリン                           | カロリーナ・コストナー                   | ラウラ・レピスト                       | エレーネ・ゲデヴァニシヴィリ             |
| 2011                                 | ベルン                           | サラ・マイアー                           | カロリーナ・コストナー                 | キーラ・コルピ                           |
| 2012                                 | シェフィールド                   | カロリーナ・コストナー                   | キーラ・コルピ                         | エレーネ・ゲデヴァニシヴィリ             |
| 2013                                 | ザグレブ                         | カロリーナ・コストナー                   | アデリナ・ソトニコワ                   | エリザベータ・トゥクタミシェワ           |
| 2014                                 | ブダペスト                       | ユリア・リプニツカヤ                     | アデリナ・ソトニコワ                   | カロリーナ・コストナー                   |
| 2015                                 | ストックホルム                   | エリザベータ・トゥクタミシェワ           | エレーナ・ラジオノワ                   | アンナ・ポゴリラヤ                       |
| 2016                                 | ブラチスラヴァ                   | エフゲニア・メドベージェワ               | エレーナ・ラジオノワ                   | アンナ・ポゴリラヤ                       |
| 2017                                 | オストラヴァ                     | エフゲニア・メドベージェワ               | アンナ・ポゴリラヤ                     | カロリーナ・コストナー                   |
| 2018                                 | モスクワ                         | アリーナ・ザギトワ                       | エフゲニア・メドベージェワ             | カロリーナ・コストナー                   |
| 2019                                 | ミンスク                         | ソフィア・サモドゥロワ                   | アリーナ・ザギトワ                     | ヴィヴェカ・リンドフォース               |
| 2020                                 | グラーツ                         | アリョーナ・コストルナヤ                 | アンナ・シェルバコワ                   | アレクサンドラ・トゥルソワ               |
| 2021                                 | ザグレブ                         | 新型コロナウイルスの感染拡大により中止   | 新型コロナウイルスの感染拡大により中止 | 新型コロナウイルスの感染拡大により中止   |
| 2022                                 | タリン                           | アンナ・シェルバコワ                     | アレクサンドラ・トゥルソワ             | ルナ・ヘンドリックス                     |
| 2023                                 | エスポー                         | アナスタシア・グバノワ                   | ルナ・ヘンドリックス                   | キミー・レポンド                         |
| 2024                                 | カウナス                         | ルナ・ヘンドリックス                     | アナスタシア・グバノワ                 | ニーナ・ピンザローネ                     |
| 2025                                 | タリン                           | ニーナ・ペトロキナ                       | アナスタシア・グバノワ                 | ニーナ・ピンザローネ                     |
| 2026                                 | シェフィールド                   |                                          |                                        |                                          |
| 2027                                 | ローザンヌ                       |                                          |                                        |                                          |

### ペア
| 年                                   | 開催地                           | 金                                                      | 銀                                                        | 銅                                                                |
| ------------------------------------ | -------------------------------- | ------------------------------------------------------- | --------------------------------------------------------- | ----------------------------------------------------------------- |
| 1930                                 | ウィーン                         | オルゴニシュタ・オルガ and サライ・シャーンドル         | ロッテル・エミーリア and ソラーシュ・ラースロー           | ギゼラ・ホハルティンガー and オットー・プライスゼッカー           |
| 1931                                 | サンモリッツ                     | オルゴニシュタ・オルガ and サライ・シャーンドル         | ロッテル・エミーリア and ソラーシュ・ラースロー           | リリー・ガイラルト and ヴィリー・ペッター                         |
| 1932                                 | パリ                             | アンドレ・ブリュネ and ピエール・ブリュネ               | リリー・ガイラルト and ヴィリー・ペッター                 | イディ・パペツ and カール・ツヴァック                             |
| 1933                                 | ロンドン                         | イディ・パペツ and カール・ツヴァック                   | リリー・ガイラルト and ヴィリー・ペッター                 | モリー・フィリップス and ロドニー・マードック                     |
| 1934                                 | プラハ                           | ロッテル・エミーリア and ソラーシュ・ラースロー         | イディ・パペツ and カール・ツヴァック                     | ゾフィア・ビロルフナ and タデウシュ・コヴァルスキー               |
| 1935                                 | サンモリッツ                     | マキシ・ヘルバー and エルンスト・バイアー               | イディ・パペツ and カール・ツヴァック                     | ガッロー・ルツィ and ディリンゲル・レジェー                       |
| 1936                                 | ベルリン                         | マキシ・ヘルバー and エルンスト・バイアー               | ヴァイオレット・クリフ and レスリー・クリフ               | セクレーニェシュイ・ピロシュカ and セクレーニェシュイ・アティッラ |
| 1937                                 | プラハ                           | マキシ・ヘルバー and エルンスト・バイアー               | イルゼ・パウージン and エーリヒ・パウージン               | セクレーニェシュイ・ピロシュカ and セクレーニェシュイ・アティッラ |
| 1938                                 | サンモリッツ                     | マキシ・ヘルバー and エルンスト・バイアー               | イルゼ・パウージン and エーリヒ・パウージン               | インゲ・コッホ and ギュンター・ノアック                           |
| 1939                                 | ロンドン                         | マキシ・ヘルバー and エルンスト・バイアー               | イルゼ・パウージン and エーリヒ・パウージン               | インゲ・コッホ and ギュンター・ノアック                           |
| 1940-1946 第二次世界大戦の影響で中止 |                                  |                                                         |                                                           |                                                                   |
| 1947                                 | ダボス                           | ミシュリーヌ・ラノア and ピエール・ボーニエ             | ウィニフレッド・シルバーソーン and デニス・シルバーソーン | スザンヌ・ディスクヴ and エドモンド・フェルビュステル             |
| 1948                                 | プラハ                           | ケーケシ・アンドレア and キラーイ・エデ                 | ブラジェナ・クニットロヴァー and カレル・ヴォサートカ     | ヘルタ・ラッツェンホーファー and エミル・ラッツェンホーファー     |
| 1949                                 | ミラノ                           | ケーケシ・アンドレア and キラーイ・エデ                 | ナジ・マリアンナ and ナジ・ラースロー                     | ヘルタ・ラッツェンホーファー and エミル・ラッツェンホーファー     |
| 1950                                 | オスロ                           | ナジ・マリアンナ and ナジ・ラースロー                   | エリアーヌ・ステインマン and アンドレ・カラム             | ジェニファー・ニックス and ジョン・ニックス                       |
| 1951                                 | チューリッヒ                     | リア・ファルク and パウル・ファルク                     | エリアーヌ・ステインマン and アンドレ・カラム             | ジェニファー・ニックス and ジョン・ニックス                       |
| 1952                                 | ウィーン                         | リア・ファルク and パウル・ファルク                     | ジェニファー・ニックス and ジョン・ニックス               | ナジ・マリアンナ and ナジ・ラースロー                             |
| 1953                                 | ドルトムント                     | ジェニファー・ニックス and ジョン・ニックス             | ナジ・マリアンナ and ナジ・ラースロー                     | エリザベート・シュバルツ and クルト・オッペルト                   |
| 1954                                 | ボルツァーノ                     | シルヴィア・グランディアン and ミシェル・グランディアン | エリザベート・シュバルツ and クルト・オッペルト           | ソニャ・バルーノヴァー and ミロスラフ・バルーン                   |
| 1955                                 | ブダペスト                       | ナジ・マリアンナ and ナジ・ラースロー                   | ヴェラ・スハーンコヴァー and ズデニェク・ドレジャル       | マリカ・キリウス and フランツ・ニンゲル                           |
| 1956                                 | パリ                             | エリザベート・シュバルツ and クルト・オッペルト         | ナジ・マリアンナ and ナジ・ラースロー                     | マリカ・キリウス and フランツ・ニンゲル                           |
| 1957                                 | ウィーン                         | ヴェラ・スハーンコヴァー and ズデニェク・ドレジャル     | ナジ・マリアンナ and ナジ・ラースロー                     | マリカ・キリウス and フランツ・ニンゲル                           |
| 1958                                 | ブラチスラヴァ                   | ヴェラ・スハーンコヴァー and ズデニェク・ドレジャル     | ニナ・ジュク and スタニスラフ・ジュク                     | ジョイス・コーツ and アンソニー・ホールズ                         |
| 1959                                 | ダボス                           | マリカ・キリウス and ハンス＝ユルゲン・ボイムラー       | ニナ・ジュク and スタニスラフ・ジュク                     | ジョイス・コーツ and アンソニー・ホールズ                         |
| 1960                                 | ガルミッシュ＝パルテンキルヒェン | マリカ・キリウス and ハンス＝ユルゲン・ボイムラー       | ニナ・ジュク and スタニスラフ・ジュク                     | マルグレート・ゲーブル and フランツ・ニンゲル                     |
| 1961                                 | ベルリン                         | マリカ・キリウス and ハンス＝ユルゲン・ボイムラー       | マルグレート・ゲーブル and フランツ・ニンゲル             | マルギト・ゼンフ and ペーター・ゲーベル                           |
| 1962                                 | ジュネーヴ                       | マリカ・キリウス and ハンス＝ユルゲン・ボイムラー       | リュドミラ・ベルソワ and オレグ・プロトポポフ             | マルグレート・ゲーブル and フランツ・ニンゲル                     |
| 1963                                 | ブダペスト                       | マリカ・キリウス and ハンス＝ユルゲン・ボイムラー       | リュドミラ・ベルソワ and オレグ・プロトポポフ             | タチヤナ・ジュク and アレクサンドル・ゴレリク                     |
| 1964                                 | グルノーブル                     | マリカ・キリウス and ハンス＝ユルゲン・ボイムラー       | リュドミラ・ベルソワ and オレグ・プロトポポフ             | タチヤナ・ジュク and アレクサンドル・ガフリロフ                   |
| 1965                                 | モスクワ                         | リュドミラ・ベルソワ and オレグ・プロトポポフ           | ゲルダ・ヨーナー and ルディ・ヨーナー                     | タチヤナ・ジュク and アレクサンドル・ガフリロフ                   |
| 1966                                 | ブラチスラヴァ                   | リュドミラ・ベルソワ and オレグ・プロトポポフ           | タチヤナ・ジュク and アレクサンドル・ゴレリク             | マーゴット・グロクシュバー and ヴォルフガング・ダンネ             |
| 1967                                 | リュブリャナ                     | リュドミラ・ベルソワ and オレグ・プロトポポフ           | マーゴット・グロクシュバー and ヴォルフガング・ダンネ     | ハイデマリー・シュタイナー and ハインツ・ウルリヒ・ヴァルター     |
| 1968                                 | ベステローズ                     | リュドミラ・ベルソワ and オレグ・プロトポポフ           | タマラ・モスクビナ and アレクセイ・ミーシン               | ハイデマリー・シュタイナー and ハインツ・ウルリヒ・ヴァルター     |
| 1969                                 | ガルミッシュ＝パルテンキルヒェン | イリーナ・ロドニナ and アレクセイ・ウラノフ             | リュドミラ・ベルソワ and オレグ・プロトポポフ             | タマラ・モスクビナ and アレクセイ・ミーシン                       |
| 1970                                 | レニングラード                   | イリーナ・ロドニナ and アレクセイ・ウラノフ             | リュドミラ・スミルノワ and アンドレイ・スライキン         | ハイデマリー・シュタイナー and ハインツ・ウルリヒ・ヴァルター     |
| 1971                                 | チューリッヒ                     | イリーナ・ロドニナ and アレクセイ・ウラノフ             | リュドミラ・スミルノワ and アンドレイ・スライキン         | ガリーナ・カレリナ and ゲオルギ・プロスクリン                     |
| 1972                                 | イエテボリ                       | イリーナ・ロドニナ and アレクセイ・ウラノフ             | リュドミラ・スミルノワ and アンドレイ・スライキン         | マヌエラ・グロス and ウーベ・カゲルマン                           |
| 1973                                 | ケルン                           | イリーナ・ロドニナ and アレクサンドル・ザイツェフ       | リュドミラ・スミルノワ and アレクセイ・ウラノフ           | アルムート・レーマン and ヘルベルト・ヴィージンガー               |
| 1974                                 | ザグレブ                         | イリーナ・ロドニナ and アレクサンドル・ザイツェフ       | ロミー・ケルマー and ロルフ・エステルライヒ               | リュドミラ・スミルノワ and アレクセイ・ウラノフ                   |
| 1975                                 | コペンハーゲン                   | イリーナ・ロドニナ and アレクサンドル・ザイツェフ       | ロミー・ケルマー and ロルフ・エステルライヒ               | マヌエラ・グロス and ウーベ・カゲルマン                           |
| 1976                                 | ジュネーヴ                       | イリーナ・ロドニナ and アレクサンドル・ザイツェフ       | ロミー・ケルマー and ロルフ・エステルライヒ               | イリーナ・ボロビエワ and アレクサンドル・ウラソフ                 |
| 1977                                 | ヘルシンキ                       | イリーナ・ロドニナ and アレクサンドル・ザイツェフ       | イリーナ・ボロビエワ and アレクサンドル・ウラソフ         | マリナ・チェルカソワ and セルゲイ・シャフライ                     |
| 1978                                 | ストラスブール                   | イリーナ・ロドニナ and アレクサンドル・ザイツェフ       | マリナ・チェルカソワ and セルゲイ・シャフライ             | マヌエラ・マガー and ウーベ・ベーベルスドルフ                     |
| 1979                                 | ザグレブ                         | マリナ・チェルカソワ and セルゲイ・シャフライ           | イリーナ・ボロビエワ and イゴール・リソフスキー           | サビーネ・ベース and タシーロ・ティールバッハ                     |
| 1980                                 | ヨーテボリ                       | イリーナ・ロドニナ and アレクサンドル・ザイツェフ       | マリナ・チェルカソワ and セルゲイ・シャフライ             | マリナ・ペストワ and スタニスラフ・レオノビッチ                   |
| 1981                                 | インスブルック                   | イリーナ・ボロビエワ and イゴール・リソフスキー         | クリスティーナ・リーゲル and アンドレアス・ニシュヴィッツ | マリナ・チェルカソワ and セルゲイ・シャフライ                     |
| 1982                                 | リヨン                           | サビーネ・ベース and タシーロ・ティールバッハ           | マリナ・ペストワ and スタニスラフ・レオノビッチ           | イリーナ・ボロビエワ and イゴール・リソフスキー                   |
| 1983                                 | ドルトムント                     | サビーネ・ベース and タシーロ・ティールバッハ           | エレーナ・ワロワ and オレグ・ワシリエフ                   | ビルギット・ローレンツ and クヌート・シューベルト                 |
| 1984                                 | ブダペスト                       | エレーナ・ワロワ and オレグ・ワシリエフ                 | サビーネ・ベース and タシーロ・ティールバッハ             | ビルギット・ローレンツ and クヌート・シューベルト                 |
| 1985                                 | イエテボリ                       | エレーナ・ワロワ and オレグ・ワシリエフ                 | ラリサ・セレズネワ and オレグ・マカロフ                   | ヴェロニカ・ペルシナ and マラート・アクバロフ                     |
| 1986                                 | コペンハーゲン                   | エレーナ・ワロワ and オレグ・ワシリエフ                 | エカテリーナ・ゴルデーワ and セルゲイ・グリンコフ         | エレーナ・ベチケ and ヴァレリイ・コリネンコ                       |
| 1987                                 | サラエヴォ                       | ラリサ・セレズネワ and オレグ・マカロフ                 | エレーナ・ワロワ and オレグ・ワシリエフ                   | カトリン・カニッツ and トビアス・シュレーター                     |
| 1988                                 | プラハ                           | エカテリーナ・ゴルデーワ and セルゲイ・グリンコフ       | ラリサ・セレズネワ and オレグ・マカロフ                   | ペギー・シュヴァルツ and アレクサンダー・ケーニッヒ               |
| 1989                                 | バーミンガム                     | ラリサ・セレズネワ and オレグ・マカロフ                 | マンディ・ベッツェル and アクセル・ラウシェンバッハ       | ナタリヤ・ミシュクテノク and アルトゥール・ドミトリエフ           |
| 1990                                 | レニングラード                   | エカテリーナ・ゴルデーワ and セルゲイ・グリンコフ       | ラリサ・セレズネワ and オレグ・マカロフ                   | ナタリヤ・ミシュクテノク and アルトゥール・ドミトリエフ           |
| 1991                                 | ソフィア                         | ナタリヤ・ミシュクテノク and アルトゥール・ドミトリエフ | エレーナ・ベチケ and デニス・ペトロフ                     | エフゲーニヤ・シシコワ and ヴァディム・ナウモフ                   |
| 1992                                 | ローザンヌ                       | ナタリヤ・ミシュクテノク and アルトゥール・ドミトリエフ | エレーナ・ベチケ and デニス・ペトロフ                     | エフゲーニヤ・シシコワ and ヴァディム・ナウモフ                   |
| 1993                                 | ヘルシンキ                       | マリナ・エルツォワ and アンドレイ・ブシュコフ           | マンディ・ベッツェル and インゴ・シュトイアー             | エフゲーニヤ・シシコワ and ヴァディム・ナウモフ                   |
| 1994                                 | コペンハーゲン                   | エカテリーナ・ゴルデーワ and セルゲイ・グリンコフ       | エフゲーニヤ・シシコワ and ヴァディム・ナウモフ           | ナタリヤ・ミシュクテノク and アルトゥール・ドミトリエフ           |
| 1995                                 | ドルトムント                     | マンディ・ベッツェル and インゴ・シュトイアー           | ラトカ・コヴァジーコヴァー and レネ・ノヴォトニー         | エフゲーニヤ・シシコワ and ヴァディム・ナウモフ                   |
| 1996                                 | ソフィア                         | オクサナ・カザコワ and アルトゥール・ドミトリエフ       | マンディ・ベッツェル and インゴ・シュトイアー             | サラ・アビトボル and ステファン・ベルナディス                     |
| 1997                                 | パリ                             | マリナ・エルツォワ and アンドレイ・ブシュコフ           | マンディ・ベッツェル and インゴ・シュトイアー             | エレーナ・ベレズナヤ and アントン・シハルリドゼ                   |
| 1998                                 | ミラノ                           | エレーナ・ベレズナヤ and アントン・シハルリドゼ         | オクサナ・カザコワ and アルトゥール・ドミトリエフ         | サラ・アビトボル and ステファン・ベルナディス                     |
| 1999                                 | プラハ                           | マリア・ペトロワ and アレクセイ・ティホノフ             | ドロタ・ザゴルスカ and マリウス・シュデク                 | サラ・アビトボル and ステファン・ベルナディス                     |
| 2000                                 | ウィーン                         | マリア・ペトロワ and アレクセイ・ティホノフ             | ドロタ・ザゴルスカ and マリウス・シュデク                 | サラ・アビトボル and ステファン・ベルナディス                     |
| 2001                                 | ブラチスラヴァ                   | エレーナ・ベレズナヤ and アントン・シハルリドゼ         | タチアナ・トトミアニナ and マキシム・マリニン             | サラ・アビトボル and ステファン・ベルナディス                     |
| 2002                                 | ローザンヌ                       | タチアナ・トトミアニナ and マキシム・マリニン           | サラ・アビトボル and ステファン・ベルナディス             | マリア・ペトロワ and アレクセイ・ティホノフ                       |
| 2003                                 | マルメ                           | タチアナ・トトミアニナ and マキシム・マリニン           | サラ・アビトボル and ステファン・ベルナディス             | マリア・ペトロワ and アレクセイ・ティホノフ                       |
| 2004                                 | ブダペスト                       | タチアナ・トトミアニナ and マキシム・マリニン           | マリア・ペトロワ and アレクセイ・ティホノフ               | ドロタ・ザゴルスカ and マリウス・シュデク                         |
| 2005                                 | トリノ                           | タチアナ・トトミアニナ and マキシム・マリニン           | ユリア・オベルタス and セルゲイ・スラフノフ               | マリア・ペトロワ and アレクセイ・ティホノフ                       |
| 2006                                 | リヨン                           | タチアナ・トトミアニナ and マキシム・マリニン           | アリオナ・サフチェンコ and ロビン・ゾルコーヴィ           | マリア・ペトロワ and アレクセイ・ティホノフ                       |
| 2007                                 | ワルシャワ                       | アリオナ・サフチェンコ and ロビン・ゾルコーヴィ         | マリア・ペトロワ and アレクセイ・ティホノフ               | ドロタ・ザゴルスカ and マリウス・シュデク                         |
| 2008                                 | ザグレブ                         | アリオナ・サフチェンコ and ロビン・ゾルコーヴィ         | マリア・ムホルトワ and マキシム・トランコフ               | 川口悠子 and アレクサンドル・スミルノフ                           |
| 2009                                 | ヘルシンキ                       | アリオナ・サフチェンコ and ロビン・ゾルコーヴィ         | 川口悠子 and アレクサンドル・スミルノフ                   | マリア・ムホルトワ and マキシム・トランコフ                       |
| 2010                                 | タリン                           | 川口悠子 and アレクサンドル・スミルノフ                 | アリオナ・サフチェンコ and ロビン・ゾルコーヴィ           | マリア・ムホルトワ and マキシム・トランコフ                       |
| 2011                                 | ベルン                           | アリオナ・サフチェンコ and ロビン・ゾルコーヴィ         | 川口悠子 and アレクサンドル・スミルノフ                   | ベラ・バザロワ and ユーリ・ラリオノフ                             |
| 2012                                 | シェフィールド                   | タチアナ・ボロソジャル and マキシム・トランコフ         | ベラ・バザロワ and ユーリ・ラリオノフ                     | クセニヤ・ストルボワ and ヒョードル・クリモフ                     |
| 2013                                 | ザグレブ                         | タチアナ・ボロソジャル and マキシム・トランコフ         | アリオナ・サフチェンコ and ロビン・ゾルコーヴィ           | ステファニア・ベルトン and オンドレイ・ホタレック                 |
| 2014                                 | ブダペスト                       | タチアナ・ボロソジャル and マキシム・トランコフ         | クセニヤ・ストルボワ and ヒョードル・クリモフ             | ベラ・バザロワ and ユーリ・ラリオノフ                             |
| 2015                                 | ストックホルム                   | 川口悠子 and アレクサンドル・スミルノフ                 | クセニヤ・ストルボワ and ヒョードル・クリモフ             | エフゲーニヤ・タラソワ and ウラジミール・モロゾフ                 |
| 2016                                 | ブラチスラヴァ                   | タチアナ・ボロソジャル and マキシム・トランコフ         | アリオナ・サフチェンコ and ブリュノ・マッソ               | エフゲーニヤ・タラソワ and ウラジミール・モロゾフ                 |
| 2017                                 | オストラヴァ                     | エフゲーニヤ・タラソワ and ウラジミール・モロゾフ       | アリオナ・サフチェンコ and ブリュノ・マッソ               | ヴァネッサ・ジェームス and モルガン・シプレ                       |
| 2018                                 | モスクワ                         | エフゲーニヤ・タラソワ and ウラジミール・モロゾフ       | クセニヤ・ストルボワ and ヒョードル・クリモフ             | ナタリア・ザビアコ and アレクサンドル・エンベルト                 |
| 2019                                 | ミンスク                         | ヴァネッサ・ジェームス and モルガン・シプレ             | エフゲーニヤ・タラソワ and ウラジミール・モロゾフ         | アレクサンドラ・ボイコワ and ドミトリー・コズロフスキー           |
| 2020                                 | グラーツ                         | アレクサンドラ・ボイコワ and ドミトリー・コズロフスキー | エフゲーニヤ・タラソワ and ウラジミール・モロゾフ         | ダリア・パブリュチェンコ and デニス・ホディキン                   |
| 2021                                 | ザグレブ                         | 新型コロナウイルスの感染拡大により中止                  | 新型コロナウイルスの感染拡大により中止                    | 新型コロナウイルスの感染拡大により中止                            |
| 2022                                 | タリン                           | アナスタシヤ・ミーシナ and アレクサンドル・ガリャモフ   | エフゲーニヤ・タラソワ and ウラジミール・モロゾフ         | アレクサンドラ・ボイコワ and ドミトリー・コズロフスキー           |
| 2023                                 | エスポー                         | サラ・コンティ and ニッコロ・マチー                     | レベッカ・ギラルディ and フィリッポ・アンブロジーニ       | アニカ・ホッケ and ロベルト・クンケル                             |
| 2024                                 | カウナス                         | ルクレツィア・ベッカーリ and マッテオ・グアリーゼ       | アナスタシア・メテルキナ and ルカ・ベルラワ               | レベッカ・ギラルディ and フィリッポ・アンブロジーニ               |
| 2025                                 | タリン                           | ミネルヴァ・ファビアン・ハーゼ and ニキータ・ボロディン | サラ・コンティ and ニッコロ・マチー                       | アナスタシア・メテルキナ and ルカ・ベルラワ                       |
| 2026                                 | シェフィールド                   |                                                         |                                                           |                                                                   |
| 2027                                 | ローザンヌ                       |                                                         |                                                           |                                                                   |

### アイスダンス
| 年   | 開催地                           | 金                                                      | 銀                                                      | 銅                                                      |
| ---- | -------------------------------- | ------------------------------------------------------- | ------------------------------------------------------- | ------------------------------------------------------- |
| 1954 | ボルツァーノ                     | ジーン・ウエストウッド and ローレンス・デミー           | ネスタ・デービス and ポール・トマス                     | バーバラ・ラドフォード and レイモンド・ロックウッド     |
| 1955 | ブダペスト                       | ジーン・ウエストウッド and ローレンス・デミー           | パメラ・ウェイト and ポール・トマス                     | バーバラ・ラドフォード and レイモンド・ロックウッド     |
| 1956 | パリ                             | パメラ・ウェイト and ポール・トマス                     | ジューン・マーカム and コートニー・ジョーンズ           | バーバラ・トンプソン and ジェラード・リグビー           |
| 1957 | ウィーン                         | ジューン・マーカム and コートニー・ジョーンズ           | バーバラ・トンプソン and ジェラード・リグビー           | キャサリン・モリス and マイケル・ロビンソン             |
| 1958 | ブラチスラヴァ                   | ジューン・マーカム and コートニー・ジョーンズ           | キャサリン・モリス and マイケル・ロビンソン             | バーバラ・トンプソン and ジェラード・リグビー           |
| 1959 | ダボス                           | ドレーン・デニー and コートニー・ジョーンズ             | キャサリン・モリス and マイケル・ロビンソン             | クリスティアーヌ・ギュエル and ジャン・ポール・ギュエル |
| 1960 | ガルミッシュ＝パルテンキルヒェン | ドレーン・デニー and コートニー・ジョーンズ             | クリスティアーヌ・ギュエル and ジャン・ポール・ギュエル | メアリー・パリー and ロイ・メイソン                     |
| 1961 | ベルリン                         | ドレーン・デニー and コートニー・ジョーンズ             | クリスティアーヌ・ギュエル and ジャン・ポール・ギュエル | リンダ・シャーマン and マイケル・フィリップス           |
| 1962 | ジュネーヴ                       | クリスティアーヌ・ギュエル and ジャン・ポール・ギュエル | リンダ・シャーマン and マイケル・フィリップス           | エヴァ・ロマノワ and パーヴェル・ロマン                 |
| 1963 | ブダペスト                       | リンダ・シャーマン and マイケル・フィリップス           | エヴァ・ロマノワ and パーヴェル・ロマン                 | ジャネット・ソーブリッジ and デヴィッド・ヒッキンボトム |
| 1964 | グルノーブル                     | エヴァ・ロマノワ and パーヴェル・ロマン                 | ジャネット・ソーブリッジ and デヴィッド・ヒッキンボトム | イヴォン・サディック and ロジャー・ケナーソン           |
| 1965 | モスクワ                         | エヴァ・ロマノワ and パーヴェル・ロマン                 | ジャネット・ソーブリッジ and デヴィッド・ヒッキンボトム | イヴォン・サディック and ロジャー・ケナーソン           |
| 1966 | ブラチスラヴァ                   | ダイアン・トウラー and バーナード・フォード             | イヴォン・サディック and ロジャー・ケナーソン           | イトカ・バビチカー and ヤロミール・ホラン               |
| 1967 | リュブリャナ                     | ダイアン・トウラー and バーナード・フォード             | イヴォン・サディック and マルコム・キャノン             | ブリジット・マルタン and フランシス・ガミション         |
| 1968 | ヴェステロース                   | ダイアン・トウラー and バーナード・フォード             | イヴォン・サディック and マルコム・キャノン             | ジャネット・ソーブリッジ and ジョン・レーン             |
| 1969 | ガルミッシュ＝パルテンキルヒェン | ダイアン・トウラー and バーナード・フォード             | ジャネット・ソーブリッジ and ジョン・レーン             | リュドミラ・パホモワ and アレクサンドル・ゴルシコフ     |
| 1970 | レニングラード                   | リュドミラ・パホモワ and アレクサンドル・ゴルシコフ     | アンゲリーカ・ブック and エーリヒ・ブック               | タチヤナ・ボイテューク and ヴャチェスラフ・ジガリン     |
| 1971 | チューリッヒ                     | リュドミラ・パホモワ and アレクサンドル・ゴルシコフ     | アンゲリーカ・ブック and エーリヒ・ブック               | スーザン・ゲティー and ロイ・ブラッドショー             |
| 1972 | イエテボリ                       | アンゲリーカ・ブック and エーリヒ・ブック               | リュドミラ・パホモワ and アレクサンドル・ゴルシコフ     | ジャネット・ソーブリッジ and ピーター・ダルビー         |
| 1973 | ケルン                           | リュドミラ・パホモワ and アレクサンドル・ゴルシコフ     | アンゲリーカ・ブック and エーリヒ・ブック               | ヒラリー・グリーン and グリン・ワッツ                   |
| 1974 | ザグレブ                         | リュドミラ・パホモワ and アレクサンドル・ゴルシコフ     | ヒラリー・グリーン and グリン・ワッツ                   | ナタリア・リニチュク and ゲンナジー・カルポノソフ       |
| 1975 | コペンハーゲン                   | リュドミラ・パホモワ and アレクサンドル・ゴルシコフ     | ヒラリー・グリーン and グリン・ワッツ                   | ナタリア・リニチュク and ゲンナジー・カルポノソフ       |
| 1976 | ジュネーヴ                       | リュドミラ・パホモワ and アレクサンドル・ゴルシコフ     | イリーナ・モイセーワ and アンドレイ・ミネンコフ         | ナタリア・リニチュク and ゲンナジー・カルポノソフ       |
| 1977 | ヘルシンキ                       | イリーナ・モイセーワ and アンドレイ・ミネンコフ         | レゲーツィ・クリスチナ and シャライ・アンドラーシュ     | ナタリア・リニチュク and ゲンナジー・カルポノソフ       |
| 1978 | ストラスブール                   | イリーナ・モイセーワ and アンドレイ・ミネンコフ         | ナタリア・リニチュク and ゲンナジー・カルポノソフ       | レゲーツィ・クリスチナ and シャライ・アンドラーシュ     |
| 1979 | ザグレブ                         | ナタリア・リニチュク and ゲンナジー・カルポノソフ       | イリーナ・モイセーワ and アンドレイ・ミネンコフ         | レゲーツィ・クリスチナ and シャライ・アンドラーシュ     |
| 1980 | イエテボリ                       | ナタリア・リニチュク and ゲンナジー・カルポノソフ       | レゲーツィ・クリスチナ and シャライ・アンドラーシュ     | イリーナ・モイセーワ and アンドレイ・ミネンコフ         |
| 1981 | インスブルック                   | ジェーン・トービル and クリストファー・ディーン         | イリーナ・モイセーワ and アンドレイ・ミネンコフ         | ナタリア・リニチュク and ゲンナジー・カルポノソフ       |
| 1982 | リヨン                           | ジェーン・トービル and クリストファー・ディーン         | ナタリア・ベステミアノワ and アンドレイ・ブキン         | イリーナ・モイセーワ and アンドレイ・ミネンコフ         |
| 1983 | ドルトムント                     | ナタリア・ベステミアノワ and アンドレイ・ブキン         | オリガ・ボロジンスカヤ and アレクサンドル・スビニン     | カレン・バーバー and ニコラス・スレイター               |
| 1984 | ブダペスト                       | ジェーン・トービル and クリストファー・ディーン         | ナタリア・ベステミアノワ and アンドレイ・ブキン         | マリナ・クリモワ and セルゲイ・ポノマレンコ             |
| 1985 | イエテボリ                       | ナタリア・ベステミアノワ and アンドレイ・ブキン         | マリナ・クリモワ and セルゲイ・ポノマレンコ             | ペトラ・ボルン and ライナー・シェーンボルン             |
| 1986 | コペンハーゲン                   | ナタリア・ベステミアノワ and アンドレイ・ブキン         | マリナ・クリモワ and セルゲイ・ポノマレンコ             | ナタリア・アンネンコ and ゲンリフ・スレテンスキー       |
| 1987 | サラエヴォ                       | ナタリア・ベステミアノワ and アンドレイ・ブキン         | マリナ・クリモワ and セルゲイ・ポノマレンコ             | ナタリア・アンネンコ and ゲンリフ・スレテンスキー       |
| 1988 | プラハ                           | ナタリア・ベステミアノワ and アンドレイ・ブキン         | ナタリア・アンネンコ and ゲンリフ・スレテンスキー       | イザベル・デュシュネー and ポール・デュシュネー         |
| 1989 | バーミンガム                     | マリナ・クリモワ and セルゲイ・ポノマレンコ             | マイア・ウソワ and アレクサンドル・ズーリン             | ナタリア・アンネンコ and ゲンリフ・スレテンスキー       |
| 1990 | レニングラード                   | マリナ・クリモワ and セルゲイ・ポノマレンコ             | マイア・ウソワ and アレクサンドル・ズーリン             | イザベル・デュシュネー and ポール・デュシュネー         |
| 1991 | ソフィア                         | マリナ・クリモワ and セルゲイ・ポノマレンコ             | イザベル・デュシュネー and ポール・デュシュネー         | マイア・ウソワ and アレクサンドル・ズーリン             |
| 1992 | ローザンヌ                       | マリナ・クリモワ and セルゲイ・ポノマレンコ             | マイア・ウソワ and アレクサンドル・ズーリン             | パーシャ・グリシュク and エフゲニー・プラトフ           |
| 1993 | ヘルシンキ                       | マイア・ウソワ and アレクサンドル・ズーリン             | パーシャ・グリシュク and エフゲニー・プラトフ           | スザンナ・ラハカモ and ペトリ・コッコ                   |
| 1994 | コペンハーゲン                   | ジェーン・トービル and クリストファー・ディーン         | パーシャ・グリシュク and エフゲニー・プラトフ           | マイア・ウソワ and アレクサンドル・ズーリン             |
| 1995 | ドルトムント                     | スザンナ・ラハカモ and ペトリ・コッコ                   | ソフィー・モニオット and パスカル・ラヴァンシー         | アンジェリカ・クリロワ and オレグ・オフシアンニコフ     |
| 1996 | ソフィア                         | パーシャ・グリシュク and エフゲニー・プラトフ           | アンジェリカ・クリロワ and オレグ・オフシアンニコフ     | イリーナ・ロマノワ and イゴール・ヤロシェンコ           |
| 1997 | パリ                             | パーシャ・グリシュク and エフゲニー・プラトフ           | アンジェリカ・クリロワ and オレグ・オフシアンニコフ     | ソフィー・モニオット and パスカル・ラヴァンシー         |
| 1998 | ミラノ                           | パーシャ・グリシュク and エフゲニー・プラトフ           | アンジェリカ・クリロワ and オレグ・オフシアンニコフ     | マリナ・アニシナ and グウェンダル・ペーゼラ             |
| 1999 | プラハ                           | アンジェリカ・クリロワ and オレグ・オフシアンニコフ     | マリナ・アニシナ and グウェンダル・ペーゼラ             | イリーナ・ロバチェワ and イリヤ・アベルブフ             |
| 2000 | ウィーン                         | マリナ・アニシナ and グウェンダル・ペーゼラ             | バーバラ・フーザル＝ポリ and マウリツィオ・マルガリオ   | マルガリータ・ドロビアツコ and ポヴィラス・ヴァナガス   |
| 2001 | ブラチスラヴァ                   | バーバラ・フーザル＝ポリ and マウリツィオ・マルガリオ   | マリナ・アニシナ and グウェンダル・ペーゼラ             | イリーナ・ロバチェワ and イリヤ・アベルブフ             |
| 2002 | ローザンヌ                       | マリナ・アニシナ and グウェンダル・ペーゼラ             | バーバラ・フーザル＝ポリ and マウリツィオ・マルガリオ   | イリーナ・ロバチェワ and イリヤ・アベルブフ             |
| 2003 | マルメ                           | イリーナ・ロバチェワ and イリヤ・アベルブフ             | アルベナ・デンコヴァ and マキシム・スタビスキー         | タチアナ・ナフカ and ロマン・コストマロフ               |
| 2004 | ブダペスト                       | タチアナ・ナフカ and ロマン・コストマロフ               | アルベナ・デンコヴァ and マキシム・スタビスキー         | エレーナ・グルシナ and ルスラン・ゴンチャロフ           |
| 2005 | トリノ                           | タチアナ・ナフカ and ロマン・コストマロフ               | エレーナ・グルシナ and ルスラン・ゴンチャロフ           | イザベル・ドロベル and オリヴィエ・シェーンフェルダー   |
| 2006 | リヨン                           | タチアナ・ナフカ and ロマン・コストマロフ               | エレーナ・グルシナ and ルスラン・ゴンチャロフ           | マルガリータ・ドロビアツコ and ポヴィラス・ヴァナガス   |
| 2007 | ワルシャワ                       | イザベル・ドロベル and オリヴィエ・シェーンフェルダー   | オクサナ・ドムニナ and マキシム・シャバリン             | アルベナ・デンコヴァ and マキシム・スタビスキー         |
| 2008 | ザグレブ                         | オクサナ・ドムニナ and マキシム・シャバリン             | イザベル・ドロベル and オリヴィエ・シェーンフェルダー   | ヤナ・ホフロワ and セルゲイ・ノビツキー                 |
| 2009 | ヘルシンキ                       | ヤナ・ホフロワ and セルゲイ・ノビツキー                 | フェデリカ・ファイエラ and マッシモ・スカリ             | シネイド・ケアー and ジョン・ケアー                     |
| 2010 | タリン                           | オクサナ・ドムニナ and マキシム・シャバリン             | フェデリカ・ファイエラ and マッシモ・スカリ             | ヤナ・ホフロワ and セルゲイ・ノビツキー                 |
| 2011 | ベルン                           | ナタリー・ペシャラ and ファビアン・ブルザ               | エカテリーナ・ボブロワ and ドミトリー・ソロビエフ       | シネイド・ケアー and ジョン・ケアー                     |
| 2012 | シェフィールド                   | ナタリー・ペシャラ and ファビアン・ブルザ               | エカテリーナ・ボブロワ and ドミトリー・ソロビエフ       | エレーナ・イリニフ and ニキータ・カツァラポフ           |
| 2013 | ザグレブ                         | エカテリーナ・ボブロワ and ドミトリー・ソロビエフ       | エレーナ・イリニフ and ニキータ・カツァラポフ           | アンナ・カッペリーニ and ルカ・ラノッテ                 |
| 2014 | ブダペスト                       | アンナ・カッペリーニ and ルカ・ラノッテ                 | エレーナ・イリニフ and ニキータ・カツァラポフ           | ペニー・クームズ and ニコラス・バックランド             |
| 2015 | ストックホルム                   | ガブリエラ・パパダキス and ギヨーム・シゼロン           | アンナ・カッペリーニ and ルカ・ラノッテ                 | アレクサンドラ・ステパノワ and イワン・ブキン           |
| 2016 | ブラチスラヴァ                   | ガブリエラ・パパダキス and ギヨーム・シゼロン           | アンナ・カッペリーニ and ルカ・ラノッテ                 | エカテリーナ・ボブロワ and ドミトリー・ソロビエフ       |
| 2017 | オストラヴァ                     | ガブリエラ・パパダキス and ギヨーム・シゼロン           | アンナ・カッペリーニ and ルカ・ラノッテ                 | エカテリーナ・ボブロワ and ドミトリー・ソロビエフ       |
| 2018 | モスクワ                         | ガブリエラ・パパダキス and ギヨーム・シゼロン           | エカテリーナ・ボブロワ and ドミトリー・ソロビエフ       | アレクサンドラ・ステパノワ and イワン・ブキン           |
| 2019 | ミンスク                         | ガブリエラ・パパダキス and ギヨーム・シゼロン           | アレクサンドラ・ステパノワ and イワン・ブキン           | シャルレーヌ・ギニャール and マルコ・ファッブリ         |
| 2020 | グラーツ                         | ヴィクトリヤ・シニツィナ and ニキータ・カツァラポフ     | ガブリエラ・パパダキス and ギヨーム・シゼロン           | アレクサンドラ・ステパノワ and イワン・ブキン           |
| 2021 | ザグレブ                         | 新型コロナウイルスの感染拡大により中止                  | 新型コロナウイルスの感染拡大により中止                  | 新型コロナウイルスの感染拡大により中止                  |
| 2022 | タリン                           | ヴィクトリヤ・シニツィナ and ニキータ・カツァラポフ     | アレクサンドラ・ステパノワ and イワン・ブキン           | シャルレーヌ・ギニャール and マルコ・ファッブリ         |
| 2023 | エスポー                         | シャルレーヌ・ギニャール and マルコ・ファッブリ         | ライラ・フィアー and ルイス・ギブソン                   | ユーリア・トゥルッキラ and マティアス・ヴェルスルイス   |
| 2024 | カウナス                         | シャルレーヌ・ギニャール and マルコ・ファッブリ         | ライラ・フィアー and ルイス・ギブソン                   | アリソン・リード and サウリウス・アンブルレヴィチウス   |
| 2025 | タリン                           | シャルレーヌ・ギニャール and マルコ・ファッブリ         | エフゲニア・ロパレバ and ジェフリー・ブリッソー         | ライラ・フィアー and ルイス・ギブソン                   |
| 2026 | シェフィールド                   |                                                         |                                                         |                                                         |
| 2027 | ローザンヌ                       |                                                         |                                                         |                                                         |

## 各国メダル数
- ドイツは西ドイツ時代を含む。

### 男子シングル
| 順 | 国・地域         | 金 | 銀 | 銅 | 計 |
| -- | ---------------- | -- | -- | -- | -- |
| 1  | オーストリア     | 31 | 17 | 21 | 69 |
| 2  | フランス         | 12 | 16 | 10 | 38 |
| 3  | ロシア           | 13 | 14 | 10 | 37 |
| 4  | スウェーデン     | 11 | 1  | 4  | 16 |
| 5  | チェコスロバキア | 10 | 7  | 8  | 25 |
| 6  | ソビエト連邦     | 8  | 12 | 10 | 30 |
| 7  | 東ドイツ         | 4  | 1  | 3  | 8  |
| 8  | スペイン         | 4  | 0  | 0  | 4  |
| 9  | ドイツ           | 3  | 14 | 15 | 32 |
| 10 | イギリス         | 3  | 7  | 7  | 17 |
| 11 | ウクライナ       | 3  | 2  | 3  | 8  |
| 12 | ハンガリー       | 2  | 4  | 3  | 9  |
| 13 | イタリア         | 2  | 3  | 2  | 7  |
| 14 | スイス           | 1  | 5  | 1  | 7  |
| 15 | チェコ           | 1  | 1  | 2  | 4  |
| 16 | アメリカ合衆国   | 1  | 0  | 0  | 1  |
| 17 | ノルウェー       | 0  | 3  | 3  | 6  |
| 18 | ポーランド       | 0  | 1  | 1  | 2  |
| 19 | イスラエル       | 0  | 1  | 0  | 1  |
| 20 | ベルギー         | 0  | 0  | 3  | 3  |
| 21 | フィンランド     | 0  | 0  | 2  | 2  |
| 22 | ラトビア         | 0  | 0  | 1  | 1  |

### 女子シングル
| 順 | 国・地域         | 金 | 銀 | 銅 | 計 |
| -- | ---------------- | -- | -- | -- | -- |
| 1  | 東ドイツ         | 17 | 4  | 3  | 24 |
| 2  | ロシア           | 14 | 13 | 11 | 38 |
| 3  | オーストリア     | 12 | 13 | 10 | 35 |
| 4  | イギリス         | 6  | 11 | 11 | 28 |
| 5  | オランダ         | 6  | 3  | 3  | 12 |
| 6  | ノルウェー       | 6  | 0  | 0  | 6  |
| 7  | フランス         | 5  | 4  | 4  | 13 |
| 8  | イタリア         | 5  | 3  | 5  | 13 |
| 9  | ドイツ           | 2  | 8  | 8  | 18 |
| 10 | チェコスロバキア | 2  | 3  | 3  | 8  |
| 11 | スイス           | 2  | 2  | 2  | 6  |
| 12 | カナダ           | 2  | 0  | 0  | 2  |
| 13 | フィンランド     | 1  | 3  | 4  | 8  |
| 14 | ハンガリー       | 1  | 2  | 3  | 6  |
| 15 | ソビエト連邦     | 0  | 7  | 6  | 13 |
| 16 | ウクライナ       | 0  | 3  | 3  | 6  |
| 17 | アメリカ合衆国   | 0  | 1  | 1  | 2  |
| 18 | ユーゴスラビア   | 0  | 1  | 0  | 1  |
| 19 | ジョージア       | 0  | 0  | 2  | 2  |
| 19 | スウェーデン     | 0  | 0  | 2  | 2  |

### ペア
| 順 | 国・地域         | 金 | 銀 | 銅 | 計 |
| -- | ---------------- | -- | -- | -- | -- |
| 1  | ソビエト連邦     | 25 | 25 | 16 | 66 |
| 2  | ロシア           | 22 | 14 | 18 | 54 |
| 3  | ドイツ           | 18 | 12 | 9  | 39 |
| 4  | ハンガリー       | 7  | 6  | 4  | 17 |
| 5  | オーストリア     | 2  | 7  | 6  | 15 |
| 6  | 東ドイツ         | 2  | 5  | 12 | 19 |
| 7  | チェコスロバキア | 2  | 2  | 1  | 5  |
| 8  | イギリス         | 1  | 3  | 5  | 9  |
| 9  | スイス           | 1  | 3  | 0  | 4  |
| 10 | フランス         | 1  | 2  | 6  | 9  |
| 11 | ベルギー         | 1  | 0  | 1  | 2  |
| 12 | ポーランド       | 0  | 2  | 3  | 5  |
| 13 | チェコ           | 0  | 1  | 0  | 1  |
| 14 | イタリア         | 0  | 0  | 1  | 1  |